# Anna Bilotti
Pour le musée, voir Musée Carlo Bilotti.
Anna Bilotti, née le 15 juin 1982 à Battipaglia (Italie), est une femme politique italienne.

## Biographie
Anna Bilotti naît le 15 juin 1982 à Battipaglia.
Elle est élue députée Mouvement 5 étoiles (M5S) lors des élections générales de 2018.